# Église réformée Saint-Laurent de Lausanne
Pour les articles homonymes, voir Église Saint-Laurent.
L'église réformée Saint-Laurent, plus simplement appelée église Saint-Laurent est un temple protestant situé à la place Saint-Laurent, sur le territoire de la ville de Lausanne, en Suisse. La paroisse est membre de l'Église évangélique réformée du canton de Vaud.

## Histoire
Selon la chronique du cartulaire de Notre-Dame, l’église Saint-Laurent existe déjà sous l’épiscopat de l’évêque Henri de Bourgogne (985-1019). Elle est en tout cas attestée comme paroissiale en 1228, desservant un quartier en forme de faubourg, qui a pris tout naturellement le nom de son saint protecteur. Ce quartier deviendra l’une des cinq « bannières » de la ville, celle dite de Saint-Laurent.
L’église est la seule à avoir échappé au grand incendie de Lausanne en 1235. Elle est fortifiée durant la guerre de succession épiscopale en 1240. En 1523, l’édifice menaçant ruine, elle est consolidée par un arc-boutant, mais dix ans plus tard déjà, lors de premiers troubles liés à la Réforme, le sanctuaire est vandalisé. Après 1536, devenue propriété de la Ville de Lausanne, le Conseil décide en 1554 de la démolir, en conservant toutefois le clocher, qui gardait toute son utilité. Ce clocher subsiste jusqu’en 1761, d’abord sous forme de tour isolée, puis comme clocher d’un nouveau temple. Le plan Buttet de 1638 le montre encore accompagné de quelques ruines de l’ancienne église.
Un nouveau temple est édifié entre 1716 et 1719 d’après les plans de l'architecte Guillaume Delagrange, puis, en suite de la dégradation de la tour médiévale qui lui avait été incorporée pour servir de clocher à l'ouest, la façade principale est encore renouvelée en 1762 par l'architecte Rodolphe de Crousaz,.
Lors de la révolution vaudoise de 1798, l'église est utilisée quelque temps comme club des « Amis de la liberté », puis sert de caserne.
Le temple est inscrit comme bien culturel suisse d'importance nationale. Il fait partie de la paroisse lausannoise de Saint-Laurent – Les Bergières et est occupée principalement par l'Église Martin Luther King Lausanne, projet de l'Église Évangélique Réformée du Canton de Vaud.